# Edvard Sequens
Edvard Sequens (* 2. března 1966 Plzeň) je český energetický expert a ekologický aktivista.

## Život
Sequens je absolventem Vysoké vojenské technické školy v Liptovském Mikuláši, oboru automatizované systémy řízení. Od roku 1997 pracuje v občanském sdružení Calla jako energetický konzultant a vedoucí projektů v oblasti energetiky. V letech 2000 až 2008 byl předsedou organizace.
Od ledna 2007 byl členem Nezávislé odborné komise, kterou zřídila Topolánkova vláda a v jejímž čele stanul akademik Václav Pačes. Ta se zabývala posouzení energetických potřeb České republiky v dlouhodobém časovém horizontu.
Je členem pracovní skupiny pro dialog k úložišti, která vznikla z iniciativy Správy úložišť radioaktivních odpadů (SÚRAO) a ministerstva průmyslu.
Za své aktivity byl nominován na Cenu Josefa Vavrouška za rok 2012 a 2014.
Je členem Strany zelených, za kterou v roce 2014 kandidoval v komunálních volbách do zastupitelstva Borovan.